# Marne (A630)

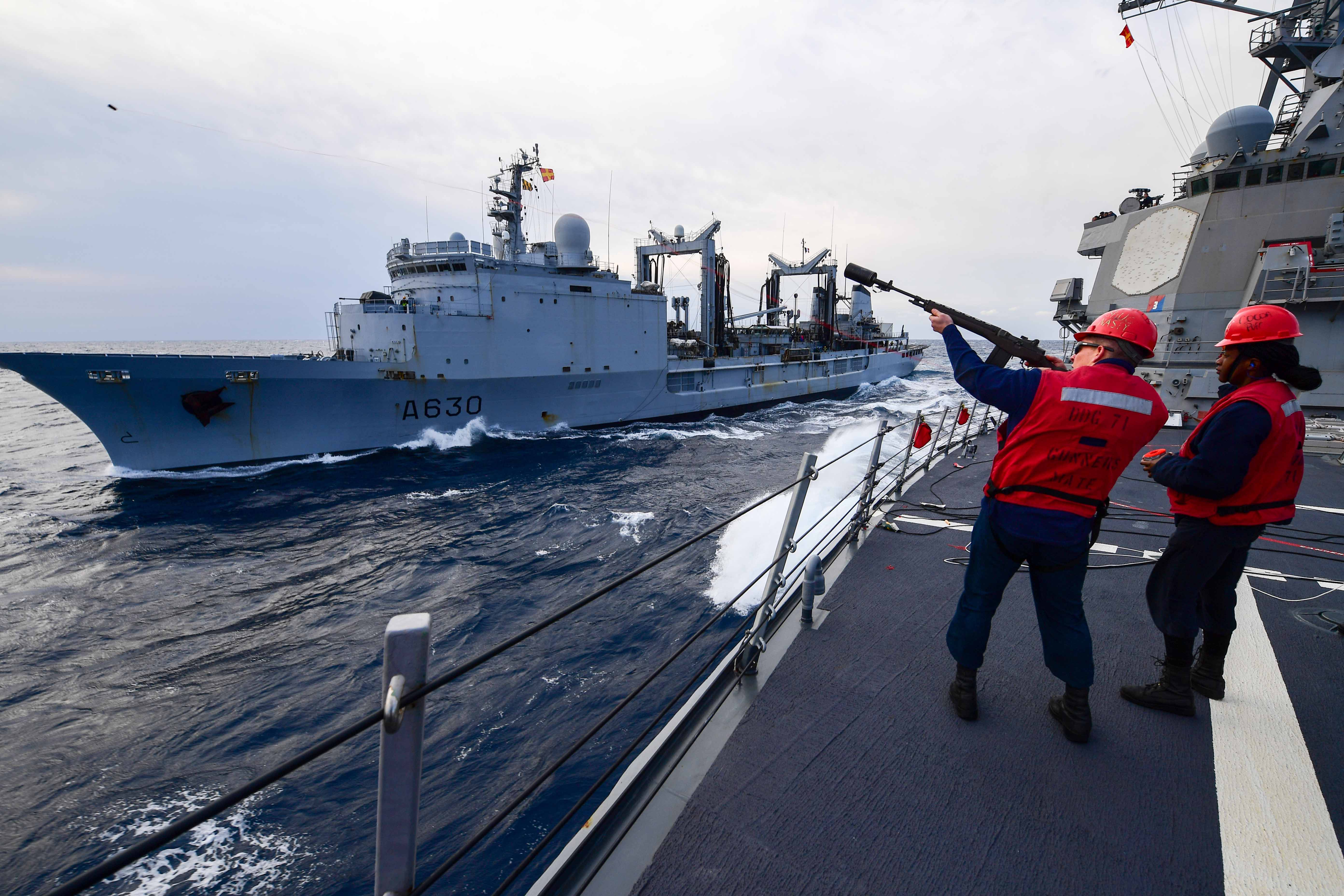
Marne

El Marne (A630) es un buque de aprovisionamiento logístico (AOR) de la clase Durance que presta servicio en la Marine Nationale (Francia) desde 1987.
Fue colocada su quilla en 1982 por el ente estatal DCNS en Brest. Fue botado el casco en 1985. Y fue asignado en 1987.
En 2016 realizó su despliegue a la Operación Chammal junto al grupo del portaaviones Charles de Gaulle (R 91). También ha participado de ejercicios de la OTAN tales como el Polaris 21.